# Reinach (Basilea-Campiña)
Reinach es una ciudad y comuna suiza del cantón de Basilea-Campiña, situada en el distrito de Arlesheim. Limita al norte con las comunas de Oberwil, Bottmingen, Basilea (BS) y Münchenstein, al este con Arlesheim, al sur con Aesch y Dornach (SO), y al oeste con Therwil.

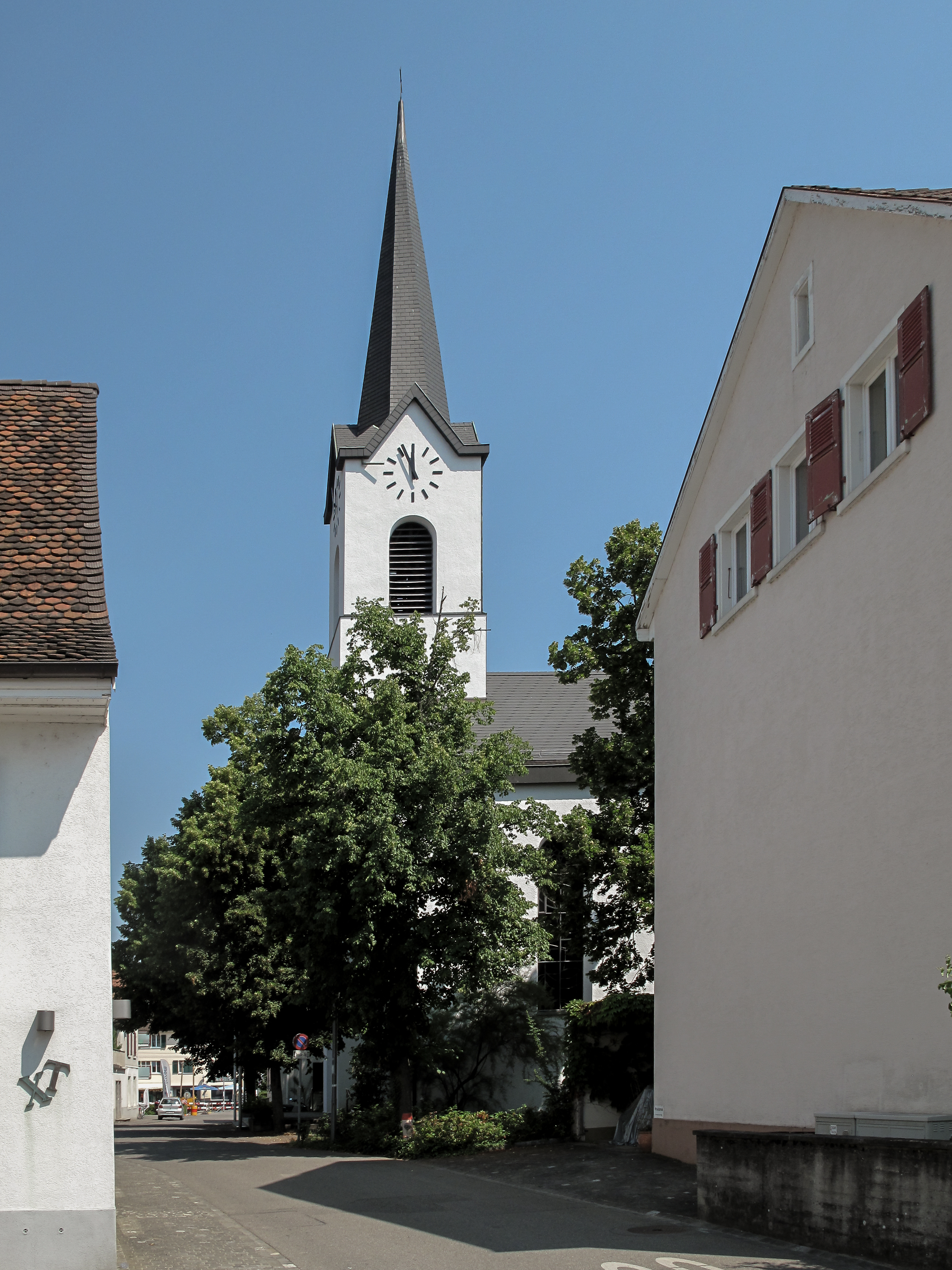
Reinach, la iglesia de San Nicolás

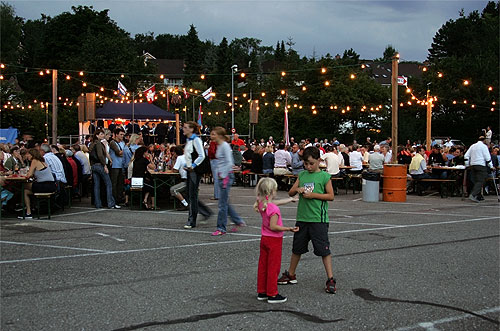
Fiesta nacional del 1 de agosto en Reinach.

## Ciudades hermanadas
- Ostfildern.